# Rosa abutalybovii
Rosa abutalybovii — вид рослин з родини розових (Rosaceae); ендемік Азербайджану.

## Поширення
Ендемік Азербайджану, на лівому березі річки Гусарчай у районі Куба на Великому Кавказі.
Зростає в чагарниках та на береговому камінні у передгір'ї.